# Kamlarki
Kamlarki – wieś w Polsce położona w województwie kujawsko-pomorskim, w powiecie chełmińskim, w gminie Lisewo.
W latach 1939 - 1942 dotychczasową nazwą wsi było Kamlarken, lecz po przeprowadzonej zamianie nazw miejscowości w Okręgu Rzeszy Gdańsk-Prusy Zachodnie, w latach 1942 - 1945 nazywała się Kamlark.

## Podział administracyjny
W latach 1939–1945 położona była w okręgu Rzeszy Gdańsk-Prusy Zachodnie, w rejencji bydgoskiej (Regierungsbezirk Bromberg), w powiecie Chełmno (Kreis Kulm).
W latach 1975–1998 miejscowość administracyjnie należała do województwa toruńskiego.

## Zabytki
Według rejestru zabytków NID na listę zabytków wpisany jest park dworski z 2 poł. XIX w., nr rej.: 486 z 9.09.1985.